# Häckeberga-Degebergahus
Häckeberga-Degebergahus är ett naturreservat i Lunds kommun i Skåne län.
Området är naturskyddat sedan 2008 och är 26 hektar stort. Reservatet består av gammal bokskog och några gamla ekar.